# محمد حسن المخزومي
صحفي وعضو حركة الإصلاح البيروتية، ومفتش عام دوائر ولاية بيروت في العهد العثماني. ولد محمد حسن المخزومي في بيروت، بالعقد السادس من القرن التاسع عشر الميلادي، وكان والده من وجهاء المدينة، ومن بيت ميسور الحال، وبعد نشأته تعلم المخزومي في حلقات علم بيروت، ثم انتقل وهو في مقتبل العمر إلى ارض الكنانة، ليتعلم في مدرسة القاهرة، وينخرط في مجتمعها، فأسس هناك عام 1888 م مجلة ‹الرياض المصرية›، بالاشتراك مع خاله الشيخ عبد الرحمن الحوت، وكان مشرفا ورئيسا عاما على تحريرها، وتوزيعها، ولكن حبه للعلم جعله يترك مصر، ويتوجه إلى تركيا ليكمل دراسته في معاهد الأستانة هناك، بعد ان زار إيطاليا، وفرنسا، وبريطانيا، واثناء اقامته في عاصمة الدولة العثمانية تقرب من اعيانها اثناء دراسته، فعينوه مستشار لمجلس التربية، والتعليم، واصبح محاضر في معهد ‹الشاهاني الاستاني› ثم توجه إلى الصحافة وهي هويته المفضلة ليصدر صحيفة ‹المساواة› ، وبعد انقلاب الاتحاديين وقيام دولة الدستور العثماني الجديد، انتقل المخزومي إلى بيروت لينضم إلى حركة الإصلاح البيروتية، بالإضافة إلى مركزه الميري، كمفتش عام في دوائر الدولة، حتى وافته المنية في بيروت سنة 1929 م، عن عمر ناهز الستين عام ترك خلالها العديد من المقالات الثقافية، وصنف بعض الكتب لعل اهمها ‹خاطرات جمال الدين الافغاني› .